# Pityocera festae
Pityocera festae är en tvåvingeart som beskrevs av Giglio-tos 1896. Pityocera festae ingår i släktet Pityocera och familjen bromsar. Inga underarter finns listade i Catalogue of Life.